# Vladana Vučinić

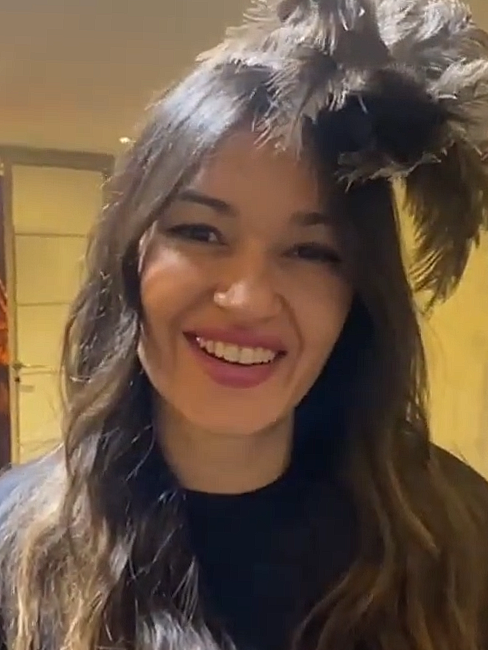
Vladana Vučinić, 2022

Vladana Vučinić (* 18. Juli 1986 in Podgorica) ist eine montenegrinische Sängerin. Sie vertrat Montenegro beim Eurovision Song Contest 2022 in Turin.

## Leben und Karriere
Vučinić wurde 1986 in Podgorica geboren und verbrachte Teile ihrer Kindheit in Skopje, dem Herkunftsort ihrer Großeltern. Als Kind wurde sie vom Interesse ihrer Mutter für Musik beeinflusst und lernte Musiktheorie, Klavier und Gesang an der Vasa-Pavić-Musikschule in Podgorica. Später studierte sie an der Universität Montenegro, wo sie einen Abschluss in Journalismus erwarb. Sie gibt das Online-Modemagazin Chiwelook heraus.
2003 trat sie bei der Karaokeshow Intro karaokama im montenegrinischen Fernsehen auf, im gleichen Jahr nahm sie am Musikfest Budva Fest teil. 2005 nahm sie mit dem Lied Samo moj nikad njen an Montevizija, dem montenegrinischen Halbfinale des Vorentscheids für den Eurovision Song Contest von Serbien und Montenegro, teil, konnte sich jedoch nicht für das Finale qualifizieren. Ein Jahr später nahm sie erneut an Montevizija teil, diesmal mit Bojana Nenezić als Duettpartnerin, und qualifizierte sich für das Finale Evropesma-Europjesma, wo sie den 15. Platz belegte. 2010 veröffentlichte sie mit Sinner City ihr erstes Album.
Am 4. Januar 2022 wurde bekanntgegeben, dass Vladana Vučinić Montenegro beim Eurovision Song Contest 2022 in Turin vertreten soll. Ihr Lied Breathe wurde am 4. März 2022 veröffentlicht. Nach ihrer Teilnahme beim zweiten Halbfinale konnte sie sich jedoch nicht für das Finale qualifizieren.

## Diskografie

### Alben
- 2010: Sinner City

### Singles
- 2003: Ostaćeš mi vječna ljubav
- 2004: Noć
- 2005: Samo moj nikad njen
- 2006: Kao miris kokosa
- 2006: Kapije od zlata
- 2007: Poljubac Kao Doručak
- 2010: Sinner City
- 2022: Breathe
- 2022: Prevarena